# Яценко Борис Павлович
Яценко Борис Павлович ( 1 січня 1942 року) — доктор географічних наук, професор Київського національного університету імені Тараса Шевченка, економіко-географ, сходознавець.

## Біографія
Народився 1 січня 1942 року в селі Малий Вистороп Сумської області. Закінчив у 1963 році Східний факультет Ленінградського університету зі спеціальності «сходознавець-філолог (японознавець)». У 1967 році закінчив аспірантуру географічного факультету того самого університету, дисертація «Північні райони Японії». З 1968 року молодший науковий співробітник науково-організаційного відділу Всесоюзного інституту рослинництва імені М. Вавілова. У Київському університеті працює з 1970 року старшим викладачем, з 1976 доцентом кафедри економічної географії, з 1991 року завідувач новоствореної кафедри країнознавства та туризму. Докторська дисертація «Структура господарства Японії» (2001). Професор кафедри Країнознавства і Туризму. 3 1992 року за сумісництвом працював провідним науковим співробітником відділу Сучасного Сходу Інституту сходознавства НАН України.
В Київському університеті читає курси:
- «Основи теорії географії світового господарства»,
- «Країнознавство: основи теорії»,
- «Політична географія»,
- «Географія зовнішньоекономічної діяльності»,
- «Політична географія і геополітика регіонів світу»,
- країнознавчі курси з проблем господарства Японії та інших економічно розвинених країн.

З 1992 року обіймає посаду віце-президента товариства «Україна — Японія». Один із засновників наукового товариства «Академія туризму України».

## Нагороди
Нагороджений почесними грамотами Міністерства освіти і науки та Міністерства економіки України, знаком «Почесний працівник туризму України» (2002), грамота Верховної Ради України (2009), «Орден Вранішнього Сонця» 3-го ступеня (2012), грамота міністерства закордонних справ Японії (2012).

## Наукові праці
Сфера наукових інтересів торкається досліджень географії світового господарства, географії міжнародних економічних відносин, проблем політичної географії та геополітики, в країнознавстві — різноманітні аспекти японознавства, географія господарства інших економічно розвинених країн. Опублікував понад 250 наукових праць, 30 монографій та колективних монографій.
1. Економічна географія зарубіжних країн: У 3-х томах. — К., 1975, 1978, 1981 (у співавторстві).
2. Економічна і соціальна географія світу. — К., 1997, 1998, 2000, 2006 (у співавторстві).
3. Світова економіка. — К., 2000, 2007 (у співавторстві).
4. Економіка зарубіжних країн. — К., 1997, 2000 (у співавторстві).
5. Структура господарства Японії. — К., 2005.
6. Політична географія і геополітика. — К., 2007 (у співавторстві).
7. Країнознавство: основи теорії. — К., 2009 (у співавторстві).
8. «Довідковий Атлас світу». — К., 2010 (у співавторстві).